# Research4life
Research4Life è una piattaforma che si pone l’obiettivo, attraverso attività di relazione con il mondo politico e di comunicazione e informazione, di adeguare la normativa italiana sulla sperimentazione animale a quella dell'Unione europea. Il gruppo, nato nel 2015, riunisce università, IRCCS, ospedali, enti non profit, società scientifiche, associazioni di categoria e associazioni di pazienti.

## Attività
Research4Life svolge attività di relazioni a livello istituzionale e parlamentare, accompagnate da attività di comunicazione volte a favorire la diffusione di un'informazione corretta sulla sperimentazione animale presso il pubblico e sui media.
In particolare, il gruppo è attivo per il corretto recepimento della Direttiva 2010/63/UE per la tutela degli animali impiegati a fini scientifici, che in Italia è stata recepita con restrizione aggiuntive nel decreto legislativo del 4 marzo 2014, n. 26. Research4Life promuove soprattutto l’abolizione del divieto (attualmente differito al 2025) di usare modelli animali in sperimentazioni su xenotrapianto d’organo e sostanze d’abuso, temi sui quali è intervenuta presso il Senato della Repubblica.
L’obiettivo di Research4life è giungere a un adeguamento completo e definitivo alla normativa europea da parte della normativa italiana.

## Organizzazione

### Partner
L’elenco dei soggetti aderenti a Research4Life:
- Fondazione AIRC per la Ricerca sul Cancro (AIRC)
- Alleanza contro il cancro
- Istituto Nazionale Genetica Molecolare (INGM)
- Istituto di ricerche farmacologiche "Mario Negri"
- Farmindustria
- Assobiotec
- Fondazione IRCCS Istituto nazionale dei tumori
- Ospedale San Raffaele
- Società Italiana di Scienze Neutroniche (SISN)
- Società Italiana di Farmacologia (SIF)
- Società Italiana Tossicologia (SITOX)
- Università degli Studi di Brescia
- Università degli Studi di Ferrara
- Università degli Studi di Milano
- Società Italiana di Biofisica e Biologia Molecolare (SIBBM)
- Università degli Studi di Modena e Reggio Emilia
- Università Vita-Salute San Raffaele
- Università degli Studi di Trento